# St. Anna am Masenberg

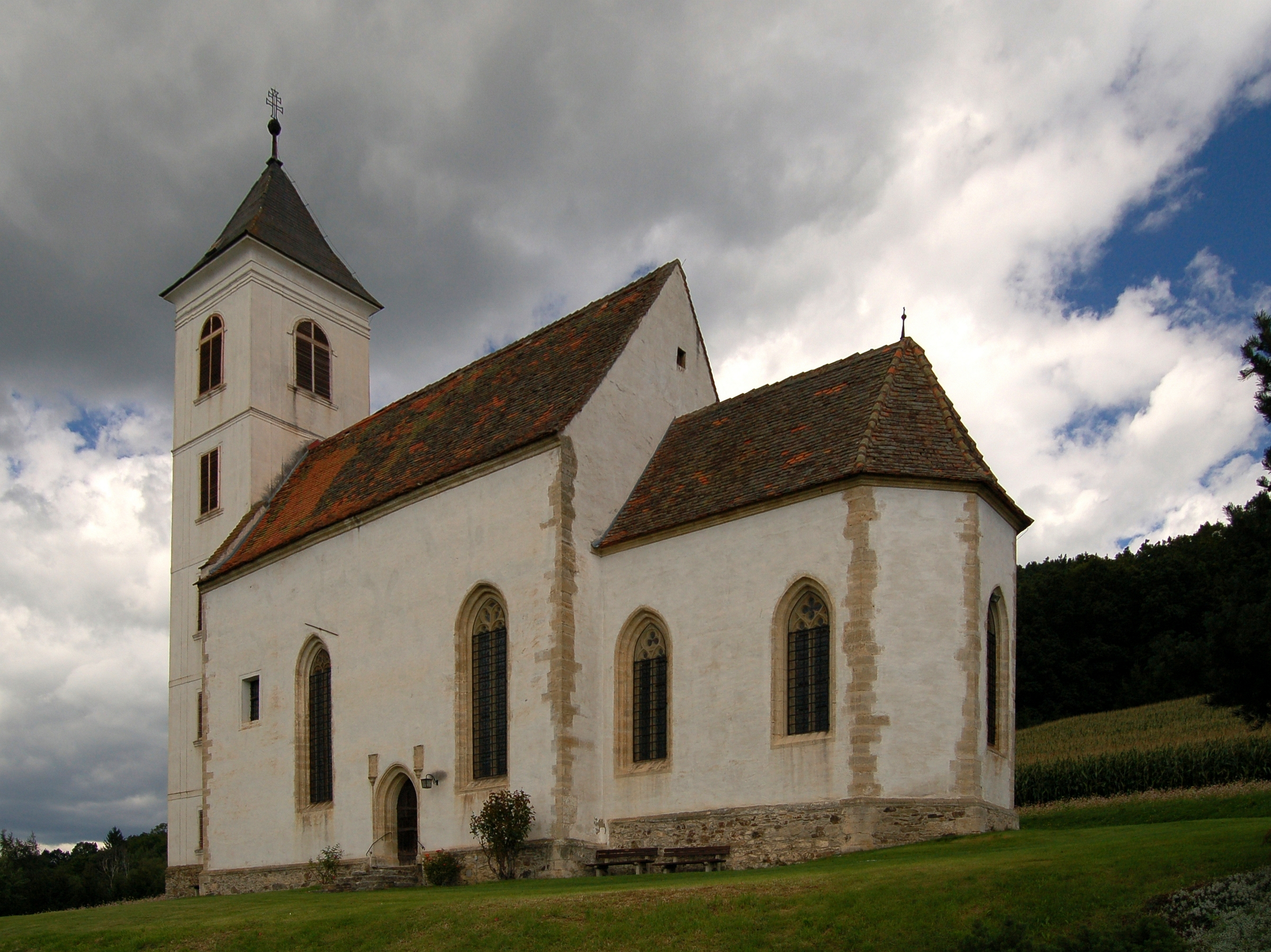
St.-Anna-Kirche

Die römisch-katholische Kirche Sankt Anna ist eine gotische Kirche am Fuße des Masenbergs im österreichischen Joglland. Sie liegt in St. Anna, einem Ortsteil von Flattendorf und gehört somit zur Gemeinde Hartberg Umgebung.

## Geschichte und Architektur

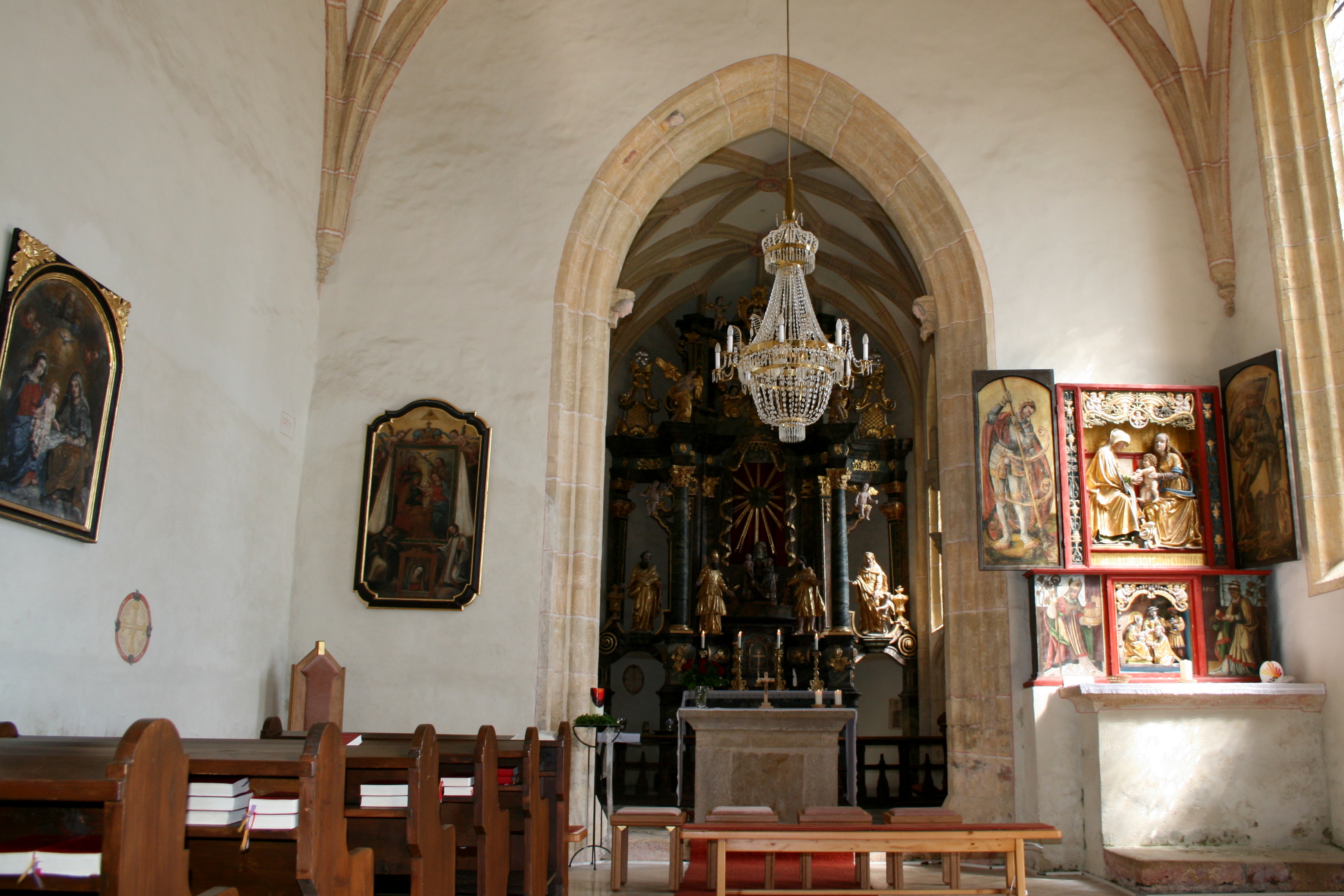
Innenansicht

Die Kirche wurde Mitte des 15. Jahrhunderts errichtet und 1499 umgebaut. Im Jahr 1788 wird im Zuge der Kirchenreform von Kaiser Joseph II. die Schließung und Auflösung der Kirche angeordnet. Um der Schließung zu entgehen, wurde versucht, eine eigene Pfarre zu errichten, der erforderliche Pfarrsprengel hatte jedoch nur 256 anstatt der erforderlichen 700 Seelen. Und auch die Errichtung eines eigenen Pfarrhofes auf Kosten der umliegenden Bauern hatte diese überfordert. So fiel die Kirche in einen Dornröschenschlaf und blieb von einer Barockisierung verschont. Ein Eintrag in der Pfarrchronik aus dem Jahr 1930 besagt, dass die Kirche "dem Verfall preisgegeben ist".
Erst eine Innenrenovierung im Jahr 1976 und eine Außenrenovierung 1982 haben der Kirche wieder zu ihrem Erscheinungsbild verholfen.
Der barocke Hochaltar entstand 1758 und hat an der Seite Opfergangsportale. Die Mitte des Altars bildet eine Anna selbdritt Statue aus dem 15. Jahrhundert vor der Gottessonne.
Der spätgotische Seitenaltar aus dem Jahre 1522 ist ein Schreinaltar. Der untere, dreiteilige Teil zeigt in der Mitte die drei Weisen aus dem Morgenland, auf der linken Seite den heiligen Wolfgang mit einem Kirchenmodell in der Hand. Auf der rechten Seite ist Papst Urban dargestellt. In der Mitte des oberen Teiles ist eine Anna selbdritt Gruppe dargestellt. Die Altarflügel zeigen den heiligen Florian und den heiligen Georg.
Auf der Empore befindet sich ein kleines Orgelpositiv. Dieses wurde 1771 von Caspar Mitterreither für die Dorfkirche
Schölbing bei Hartberg gebaut, seit 1877 befindet es sich in der Kirche St. Anna am Masenberg.

## Annabründl

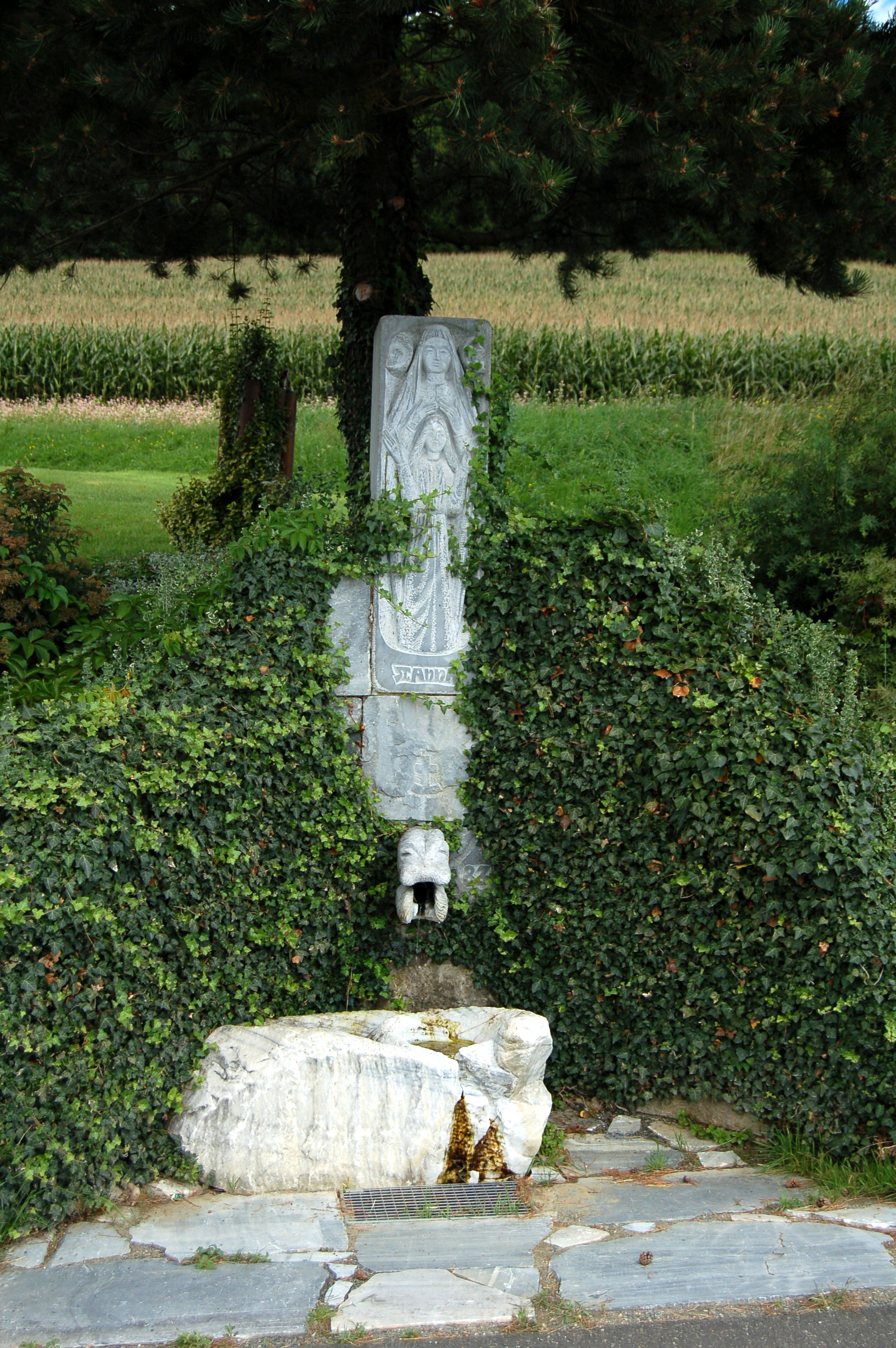
Annabründl, Fassung von 1983

Das Annabründl ist ein kleiner Brunnen nahe der Kirche. Folgende Sage wird von Annabründl erzählt:

„Neben der Kirche St. Anna am Annenkogel kam eine kalte, erfrischende Quelle zu Tage. Wegen der Heilkraft des Wassers erzählte man sich bald in der gesamten Region von dieser Wunderquelle die aufregendsten Begebenheiten. Von weit und breit kamen die Menschen hierher, um Heilung zu finden. So kamen auch mehrere Zigeuner mit ihren blinden Pferden hierher. Sie wuschen den Pferden mit dem Wasser der Wunderquelle die Augen aus, wonach die Tiere wieder sahen, als wären sie niemals erblindet gewesen. Die Quelle jedoch war in diesem Augenblick versiegt. Jahre später sprudelte erneut Quellwasser aus dem Boden nahe der Kirche. Und auch diesem Wasser wird besondere Heilkraft nachgesagt. Immer wieder wird die Wunderquelle von Leuten, die hier Heilung erhoffen, aufgesucht.“
Im Jahr 1982 wurde im Rahmen der Restaurierung die Quelle wiederentdeckt und neu gefasst. Das Steinbildwerk der hl. Anna mit dem Kinde Maria stammt vom weststeirischen Bildhauer Alfred Schlosser.